# Madero (carpintería)
En carpintería, madero, tiene dos acepciones en sentido lato.
- Pieza larga de madera escuadrada o rolliza.
- Pieza de madera destinada a la construcción.

En el amplio sentido de la palabra, madero define a la pieza de madera, rolliza o desbastada y larga, a la que puede clasificarse por su longitud con diferentes denominaciones históricas.

## Tipos
- Madero valenciano: pieza de 17 × 19 dedos de escuadra.
- Madero cachizo:
- Madero cojo: el que en el entramado de una obra tiene un extremo ensamblado en otro madero, y el extremo opuesto empotrado en la pared.
- Madero cosido: el unido a otros mediante tornillos que le sirven de refuerzo. Se emplea para dinteles de puerta.
- Madero de a diez: el que tiene por longitud aproximada en pies al que tiene por lo menos esta, es decir diez, y más comúnmente 14 (3,90 m), 7 dedos de tabla (0,10 m) y 5 de canto. Esta y las siguientes denominaciones corresponden al marco castellano o de Guadarrama, empleados en las provincias de Cuenca y Segovia, y que se usan además en las de Madrid, Ávila, Cáceres y provincia de Salamanca.
- Madero de a ocho: madero que tiene 16 pies de largo (4,46 m), 9 dedos de ancho de tabla (0,14 m) y 7 de canto (0,10 m), Su nombre se debe a suele usarse partido por la mitad quedando, por tanto, con dicha longitud.
- Madero de a seis: se llama así al de 18 pies de largo (5,01 m), 4,5 dedos de ancho de tabla (0,17 m) y 8 de canto (por su longitud en pies, después de dividirlo en tres trozos).
- Madero de bocedillo o madero de suelo o de repleno: cada una de las piezas de madera que entran en un entramado de suelo, con entradas en las paredes o con asiento en las vigas o carreras.
- Madero de seis y siete varas: nombre de la pieza de madera que tiene esta longitud en las Islas Canarias.
- Madero de veintidós, veinte, dieciocho y dieciséis: la pieza que respectivamente tiene estas dimensiones, en palmos catalanes, en la provincia de Castellón.
- Madero reforzado: lo mismo que viga reforzada.